# Куруловка
Куруловка — упразднённая в 1930 году деревня Московской области, включенная в черту города Тулы современной Тульской области России.

## География
Находилась на севере города. В северной части примыкает к территории аэропорта Клоково.

## История
В Писцовой книге Тульского края XVI века (1587—1589) в описании Заупского стана Тульского уезда указано: «За Иваном за Володимировымъ сыномъ Степанова старое его помъстье дер. Тишицская, Куруловка тожъ на Сухой Воронетъ…».
В 1926 году входила в Горельский сельсовет, Тульско-Басовский район, Тульская губерния (Список населённых мест Тульской губернии 1926 года).
Упразднён Постановлением Мособлисполкома № 11 от 10.11.1930 «О включении в черту города Тулы селения Куруловка».
Утверждено Поставление Мособлисполкома Постановлением Президиума ВЦИК 20 января 1931 года.

## Население
На 1926 год — 430 человек, из них 203 мужчин, 227 женщин.

## Инфраструктура
Личное подсобное хозяйство с зоной сельскохозяйственного использования, индивидуальная застройка (частный сектор).

## Транспорт
Деревня стояла на Тульско-Московском шоссе (из Тулы в Москву).
Троллейбус маршрута 6, автобусы маршрутов 1, 11, 23, 36, 36А, 44, маршрутные такси 32, 34, 51, 56, 58, 66.